# Бразильско-иракские отношения
Бразильско-иракские отношения — двусторонние дипломатические отношения между Бразилией и Ираком.

## История
В 1967 году были установлены дипломатические отношения между странами, а в конце 1973 года Бразилия открыла посольство в Ираке и подписала соглашения о сотрудничестве с этой страной. В 1975 году Бразилия из-за усиления нефтяного кризиса и поиска источника инвестиций стала корректировать свою внешнюю политику для выстраивания крепких отношений со странами Арабского мира.
В 1990 году началась Война в Персидском заливе, что поставило Бразилию в очень деликатное положение. Конгресс США обвинил Бразилию в экспорте технологий в Ирак для разработки ракет на базе Mectron MAA-1 Piranha. Отставной генерал ВВС Бразилии Уго Оливейра Пива прибыл вместе с группой бразильских техников в Багдад, чтобы завершить этот проект, но под давление президента страны Фернанду Колора ди Мелу свернул свою деятельностью и вернулся на родину. Во время операции «Буря в пустыне» несколько сотен бразильских рабочих строительной компании Mendes Júnior, а также оборудование на несколько миллионов долларов США находились на юге Ирака, работая над железнодорожными и ирригационными проектами. Таким образом, Бразилия не приняла участия в военных операциях коалиции ООН против Ирака. Бразильскому правительству пришлось отправить своих дипломатов в Лондон, чтобы обсудить возможность вывести персонал и оборудование компании Mendes Júnior из Ирака. 
После окончания Войны в Персидском заливе Бразилия стала первой латиноамериканской страной, которая вновь открыла своё посольство в Ираке. В 2003 году Бразилия не поддержала вторжение США и их союзников в Ирак, в результате которого был свергнут Саддам Хусейн, но приняла участие в восстановлении экономики Ирака после окончания активной фазы вооружённых действий. 19 августа 2003 года бразильский дипломат Сержиу Виейра ди Меллу погиб в результате взрыва здания ООН в Багдаде.

## Торговля
В 1970-х годах между странами были налажены крепкие экономические отношения. Бразилия нуждалась в нефти для развития промышленного производства, а Ирак импортировал из этой страны продукты питания, бытовую технику, автомобили и оружие. В 1980-х годах Бразилия являлась важным поставщиком промышленной продукции в Ирак и импортировала значительные объемы нефти из этой страны. Товарооборот между странами составлял сумму около 4 млрд. долларов США. 
В 1980 году началась Ирано-иракская война, на этот момент почти 35 % импортируемой Бразилией нефти поступало из Ирака. В 1981 году были сообщения, что Бразилия продала Ираку низкообогащённую урановую руду. По сообщению газеты Jornal da Tarde, около 40 бразильских ученых работали на Осираке во время израильской бомбардировки 1981 года. В 1991 году торговые отношения между странами были прекращены из-за начала Войны в Персидском заливе, когда Бразилия поддержала санкции Совета Безопасности, введенные против Ирака. В 2001 году страны возобновили активные торговые отношения и старались наладить более тесные коммерческие связи.